# Elecciones provinciales de Misiones de 1973
Las elecciones generales de la provincia de Misiones de 1973 tuvieron lugar entre marzo y abril del mencionado año con el objetivo de restaurar las instituciones democráticas constitucionales de la provincia después de casi siete años de la dictadura militar autodenominada Revolución Argentina y a dieciocho del Partido Justicialista (PJ). Se debía elegir al gobernador para el período 1973-1977 y a los 32 escaños de la Legislatura Provincial. Fueron las segundas elecciones libres que celebraba la provincia, puesto que realizó elecciones poco antes de la proscripción del peronismo, en 1955.
La primera vuelta electoral se realizó el 11 de marzo, al mismo tiempo que las elecciones presidenciales y legislativas a nivel nacional. El candidato del Frente Justicialista de Liberación (FREJULI), Juan Manuel Irrazábal, fue el más votado en primera vuelta con el 36.92% de los votos contra el 26.73% de Ricardo Barrios Arrechea, candidato de la Unión Cívica Radical (UCR), y el 21.03% de Agustín Teófilo Puentes, del partido Tercera Posición (TP), una facción disidente del peronismo. En el plano legislativo, el FREJULI obtuvo mayoría simple con 14 de los 32 escaños de la legislatura, seguido de la UCR con 10 y el PTP con 8. La participación electoral fue ligeramente superior a la de las elecciones de 1963, con un 72.69% del padrón emitiendo sufragio.
Como consecuencia de que ningún candidato superó el 50% más uno de los votos requeridos para ser elegido en primera vuelta, se programó una segunda vuelta electoral o balotaje entre Irrazábal y Arrechea para el 15 de abril de 1973. En ella, el candidato justicialista obtuvo un abrumador triunfo con el 60.13% de los sufragios contra el 39.87% del candidato radical. La participación fue prácticamente la misma que en la primera vuelta, decreciendo ligeramente a un 72.23%. Irrazábal y los legisladores electos asumieron sus cargos el 25 de mayo de 1973.
Irrazábal no completó el mandato constitucional debido a que tan solo unos meses después de asumir, el 30 de noviembre del mismo año, falleció en un controvertido accidente de avión junto al vicegobernador César Napoleón Ayrault, lo que provocó una acefalía y un estado de debilidad política, sumado a un atrasamiento de las elecciones anticipadas, que llevarían a la intervención de la provincia y el llamado a nuevas elecciones en 1975.

## Contexto
Tras su legalización, el peronismo organizó un frente electoral denominado Frente Justicialista de Liberación (FREJULI) compuesto por el Partido Justicialista y varios partidos de extracción radical o conservadora: el Movimiento de Integración y Desarrollo (MID), el Partido Conservador Popular (PCP), y el Partido Popular Cristiano (PPC). Para darle un aspecto de heterogeneidad a la coalición, la fórmula nacional del FREJULI estaba compuesta por un candidato presidencial peronista (Héctor José Cámpora) y un candidato a vicepresidente del PCP (Vicente Solano Lima). Del mismo modo, muchas de las fórmulas guberantivas estaban encabezadas por un candidato del PJ y secundadas por un candidato conservador o desarrollista, exceptuando Santa Fe, donde el desarrollista Carlos Sylvestre Begnis fue candidato a gobernador por el FREJULI en lugar de un justicialista.
En Misiones, la fórmula del FREJULI se resolvería en diciembre de 1972 por consenso de 78 congresales de la coalición. Sin embargo, existía un gran debate entre los peronistas que exigían que las fórmulas fueran puramente del PJ, y quienes aceptaban la idea de formar el frente electoral. La fórmula propuesta por los frentistas era liderada por Francisco V. Ripoll y secundada por el exgobernador desarrollista César Napoleón Ayrault, mientras que los peronistas "puros" postularon la fórmula Ricardo Gíes-Miguel Ángel Alterach. Se creía ampliamente que, dado que el propio Juan Domingo Perón había postulado y pactado la creación del FREJULI, Ripoll sería el candidato gubernativo. El 3 de diciembre, 46 de los 78 congresales (58.97%) se pronunciaron en un comunicado a favor de la fórmula frentista. El 10 de diciembre, durante la votación final, Ripoll fue repentina y brutalmente asesinado frente a la sede del PJ, en presencia del propio Gíes. Ante la gran controversia con respecto a las circunstancias del homicidio y la posibilidad de verse involucrados, tanto Gíes como Alterach retiraron sus candidaturas. En su lugar, y con 34 congresales que se retiraron, fue designado por unanimidad Juan Manuel Irrazábal como reemplazo de Ripoll, y Ayrault se mantuvo como candidato a vicegobernador.
Los 34 congresales que se marcharon, junto a la mayoría del PJ misionero en desacuerdo con el FREJULI establecieron el Partido Tercera Posición como escisión del peronismo oficial. Aunque las autoridades partidarias del PJ denunciaron el hecho y declararon que expulsarían a cualquiera que se uniera a Tercera Posición. Sin embargo, el partido buscó de todas formas personería jurídica, lográndolo a principios de 1973, y presentó como candidato a gobernador a Agustín Teófilo Puentes, con Aparicio Almeida, pertenecientes a la línea interna de Gíes.

## Primera vuelta

### Gobernador y Vicegobernador
Durante la primera vuelta, los candidatos de Tercera Posición declararon que seguían considerándose parte del Partido Justicialista, y que se separaron por la "grave falta" que significaba para los ideales del partido haber presentado un candidato que no fuera miembro del movimiento. La separación de Tercera Posición tuvo sus consecuencias en el resultado electoral. Al realizarse el conteo, la fórmula Irrazábal-Ayrault fue la más votada con apenas un 36.92% de los votos seguida de la fórmula radical, compuesta por Ricardo Barrios Arrechea como candidato a gobernador y Alejandro Falsone para vicegobernador. En tercer lugar, con el 21.03%, la fórmula Puentes-Almeida. En el plano legislativo, el FREJULI obtuvo 14 diputados, contra 10 de la UCR y 8 de Tercera Posición. El peronismo tenía, unido, dos tercios de la Legislatura bajo su control. Se programó entonces un balotaje entre Irrazábal y Arrechea para el 15 de abril.
|  | 36,90 % |

|  | 26,71 % |

|  | 21,02 % |

|  | 4,82 % |

|  | 3,20 % |

|  | 1,87 % |

|  | 1,83 % |

|  | 1,51 % |

|  | 0,94 % |

|  | 0,71 % |

|  | 0,49 % |

|  | 95,09 % |

|  | 4,45 % |

|  | 0,46 % |

|  | 100 % |

|  | 75,62 % |

### Legislatura
|  | 37,25 % |

|  | 26,17 % |

|  | 20,57 % |

|  | 4,81 % |

|  | 3,41 % |

|  | 2,06 % |

|  | 1,93 % |

|  | 1,61 % |

|  | 0,96 % |

|  | 0,72 % |

|  | 0,51 % |

|  | 94,44 % |

|  | 5,10 % |

|  | 0,45 % |

|  | 100 % |

|  | 75,62 % |

## Segunda vuelta
Durante la campaña de la segunda vuelta, el Secretario General del Movimiento Peronista, Juan Manuel Abal Medina, acusó a los candidatos de Tercera Posición de no peronistas, cosa que en lugar de frenar la "hemorragia" hacia Tercera Posición, la empeoró, puesto que muchos justicialistas que conocían a Puentes, Almeida o cualquiera de los demás candidatos, la mayoría dirigentes peronistas de larga trayectoria, consideraron estas declaraciones indignantes. Sin embargo, Tercera Posición apoyó a Irrazábal en la segunda vuelta, que ganó con más del 60% de los votos, aunque Arrechea superó las expectativas al conseguir el 39.87%.
|  | 60,13 % |

|  | 39,87 % |

|  | 98,67 % |

|  | 0,97 % |

|  | 0,36 % |

|  | 100 % |

|  | 71,39 % |